# Équipe de Belgique de gymnastique artistique féminine
L'équipe de Belgique de gymnastique artistique féminine, surnommée les Red Eagles, représente la Belgique lors des compétitions internationales de gymnastique artistique féminine.

## Histoire
En octobre 2014, l'équipe belge de gymnastique artistique féminine, composée de Laura Waem, Lisa Verschueren, Julie Croket, Gaëlle Mys, Eline Vandersteen et Lin Versonne, termine 11e du concours par équipes lors des Championnats du monde de gymnastique artistique à Nanning, ce qui constitue son meilleur résultat dans une telle compétition. Lors de l'édition suivante, Rune Hermans, Gaëlle Mys, Cindy Vandenhole, Lisa Verschueren, Julie Croket et Laura Waem rééditent cette performance, ce qui qualifie l'équipe pour le tournoi de qualification pour les Jeux olympiques d'été de 2016 à Rio de Janeiro. En avril 2016, lors de ce TestEvent organisé à Rio, l'équipe belge se qualifie pour les Jeux olympiques grâce à sa 3e place. Il s'agit alors de la première participation aux Jeux olympiques d'une équipe nationale belge de gymnastique artistique féminine. Lors de ces jeux, l'équipe termine 12e des qualifications et ne participe donc pas à la finale du concours par équipes.
En octobre 2018, l'équipe belge termine 11e du concours par équipes lors des Championnats du monde de gymnastique artistique à Doha et se qualifie pour les Championnats du monde de gymnastique artistique 2019 à Stuttgart. Lors de ceux-ci, l'équipe belge, composée de Nina Derwael, Maellyse Brassart, Jade Vansteenkiste, Margaux Daveloose et Senna Deriks, se qualifie pour les Jeux olympiques d'été de 2020 à Tokyo, grâce à sa 10e place lors des qualifications du concours par équipes,.
Lors de ces Jeux, Nina Derwael, Maellyse Brassart, Lisa Vaelen et Jutta Verkest (en)  totalisent 163.895 points et terminent 5e du classement du concours général par équipes, leur permettant d'accéder à la finale olympique. Dans le même temps, Nina Derwael se qualifie pour la finale des barres asymétriques et du concours général individuel pour lequel se qualifie également Jutta Verkest.